# مايكل ك. هول
مايكل كارلايل هول (بالإنجليزية: Michael C. Hall) هوَ ممثل أمريكي وُلِدَ في 1 فبراير 1971 معروف من خلال أعماله الدرامية التلفزيّة بدور ديفيد فيشر في مسلسل ستة أقدام تحت الأرض، وكشخصية ديكستر مورغان في مسلسل ديكستر. في 2010 فاز بجائزة غولدن غلوب وجوائز نقابة ممثلي الشاشة عن أداءه لتلك الشخصيّة.

## النشأة
ولد مايكل وترعرع برالي في ولاية كارولاينا الشمالية، والدته السيدة جانيس ستيوز هول هي مرشدة تربوية في كليات لي ماكريا، أما والده وليام كارلايل هول فيعمل في شركة آي‌ بي‌ إم. نما مايكل كطفل وحيد إذا لم يكن له أخوة إلا أخت واحدة توفيت قبل ولادتها، وقد جعل هذا الشيء الأسرة مترابطة غير مفككة كما قال مايكل، وقد توفي والده بسرطان البروستاتا في 1982 حينما كان عمر مايكل 11 عاماً. ودرس في مدرسة ريفنسكروفت في رالي وتخرج منها عام 1989. وتخرج من كليات إيرلهام عام 1993 وكان قد خطط ليصبح محامياً إلا أنه دخل مدرسة تيش العليا للفنون التابعة لـجامعة نيويورك وتخرج منها عام 1996.

## حياته المهنية
منذ صغره أحب مايكل التمثيل حيث قام بأداء دور في مسرحية «ماهيّة الحُب» في الصف الثاني في مدرسة ريفنسكروفت. وعندما كان في الصف الخامس شارك في الكورال الموسيقي المدرسي ثم أصبح يؤدي المسرحيات الغنائية في المدرسة الثانوية. كانت بدايات مايكل في التمثيل على المسرح، إذ أنه شارك في مسرحية مكبث ومسرحية سيمبلين في مهرجان شكسبير نيويورك، كما شارك في مسرحية تيمون الأثيني ومسرحية هنري الخامس على المسرح العام، كما شارك أيضاً في مسرحية عيد القربان في نادي مسرح مانهاتن.

### ستة أقدام تحت الأرض
ستة أقدام تحت الأرض هو مسلسل درامي شارك فيه مايكل بدور البطولة. وقد ترشح مايكل لنيل جائزة الإيمي في موسمه الأول كأفضل أداء ممثل في الدراما التلفزيونية. كما ترشح لجائزة معهد الفيلم الأمريكي ضمن جائزة ممثل العام لأدائه الرائع لدور ديفيد فيشر. بالإضافة إلى ذلك فقد شارك في ترشيحات جوائز نقابة ممثلي الشاشة من فئة الأداء المميز في مسلسل تلفزيوني خلال السنوات الخمس من عرض المسلسل، وقد فاز بالجائزة في عامي 2003 وَ 2004.

### ديكستر

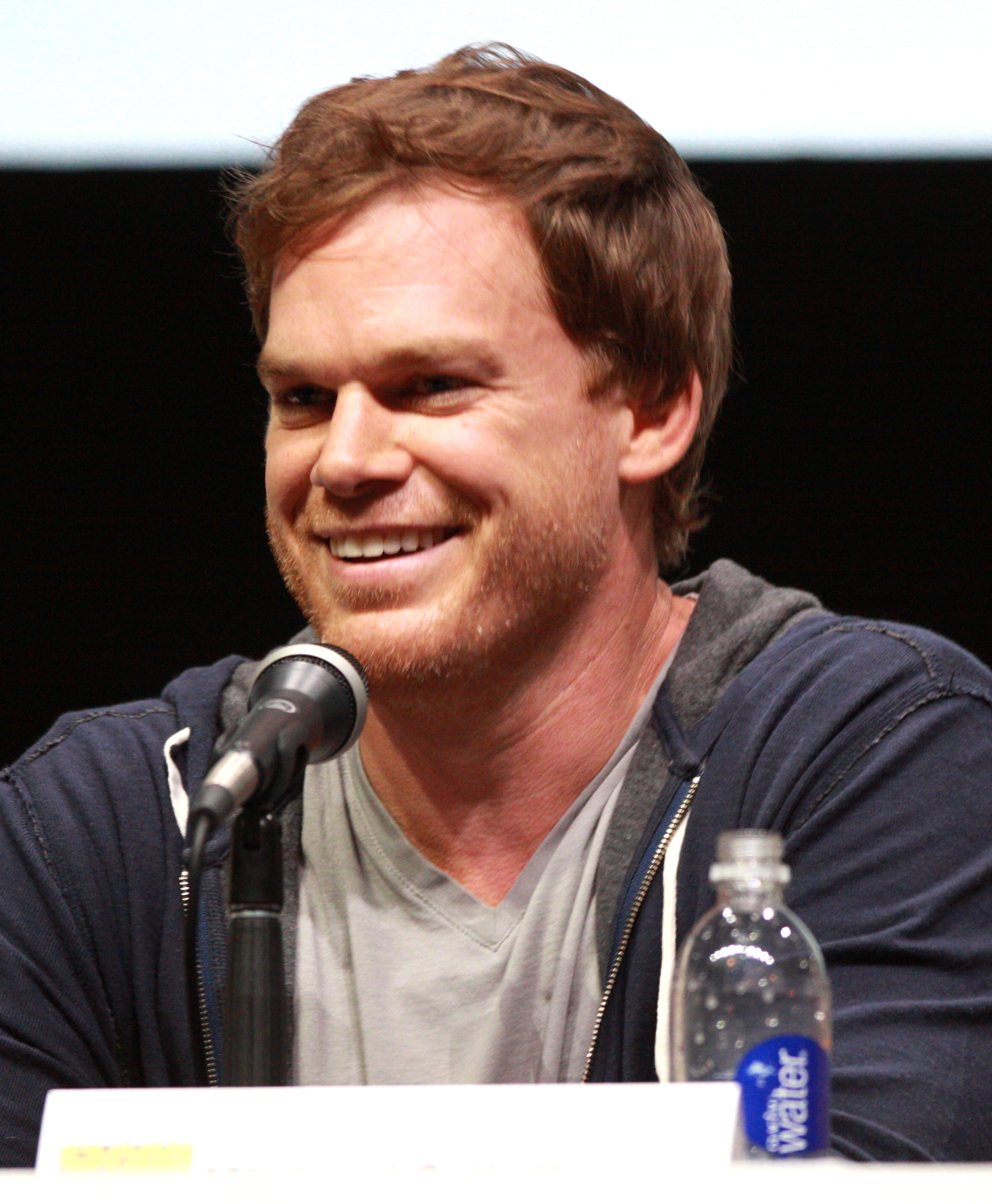
مايكل في مهرجان كوميك كون في سان دييغو 2013

قام مايكل سي. هول بأداء دور البطولة والأساسي في مسلسل ديكستر، إذ قام بأداء دور ديكستر مورغان وهو مخبري ومحلل لطخات الدم في مركز شرطة ميامي الجنائي، وقد شاركته في التمثيل زوجته السابقة جنيفر كاربنتر بدور أخته بالتبني ديبرا مورغان. وبدأ عرض الموسم الأول في 1 أكتوبر 2006 والموسم الثامن والأخير بدأ عرضة في 30 يونيو 2013 وسينتهي في 22 سبتمبر 2013.
خلال العمل في المسلسل، رُشّح مايكل أكثر من 5 مرات لنيل جائزة الإيمي لفئة أفضل ممثل من عام 2008 إلى 2012 على التوالي. وقد رُشّح المسلسل بذاته لنيل جوائز الإيمي لأفضل مسلسل خلال تلك الأعوام. وفي عام 2007 فاز بجائزة جمعية نقاد التلفاز. وقد رُشح مايكل أيضاً لنيل جوائز الغولدن غلوب من فئة أفضل ممثل درامي في 2007 وَ 2008. وأخيراً فاز بها في الدورة الـ67 لتوزيع جوائز غولدن غلوب في 2010. وكذلك في نفس العام فاز بجائزة نقابة ممثلي الشاشة لفئة الأداء المتميز لأفضل ممثل درامي. وفي الموسم السادس في عام 2011 رُشح مايكل ولأول مرة لنيل جائزة أفضل ممثل رائد خلال حفل توزيع جوائز الإيمي إلا أنه لم يفز بهذه الفئة. وقد تفاوضت شوتايم مع مايكل على زيادة راتبه بشرط إكمال المسلسل لثمانية مواسم. لذلك أُعلن أنه تم تجديد ديكستر لموسم سابع وثامن في 18 نوفمبر 2011، وفي 12 يناير 2013 تم الإعلان على أن الموسم الثامن من ديكستر سيبدأ عرضه في 30 يونيو 2013. كما أعلنت شوتايم يوم 18 أبريل 2013 في شبكاتها الاجتماعية بأن الموسم الثامن سيكون الموسم الختامي للمسلسل.

### الأعمال الأخرى
قام مايكل بأداء العديد من الأدوار الثانوية لمسلسلات وأفلام. وقام أيضاً بأداء أدوار رئيسية في بعضها. إذ أنه شارك بدور رئيسي في فيلم «مشاكلي مع بليس» وشارك أيضاً في فيلم «اللاعب» وقد أخذ دوراً في فيلم «النهر» القصير. وقام كذلك بأداء صوت ديكستر مورغان في لعبة الفيديو.

### الإعلانات التجارية
في 2009 عرضت شركة دودج للسيارات على مايكل القيام بأداء صوته في إعلاناتها إذ إنه من المعروف أن مايكل يملك ذاك الصوت العميق والفريد من نوعه، لذلك ظهر صوته في إعلانات سيارات دودج شالنجر ودودج شالنجر إل إكس ودودج دورانجو ودودج كارافان ودودج جورني وجيب غراند شيروكي.

## حياته الشخصية
في كلا العامين 2012 وَ 2013 صُنف مايكل على أنه «أكثر الممثلين إثارة على قيد الحياة» في مجلة غلامور. وفي 1 مايو 2003 تزوج مايكل من إيمي سبانجر، ثم انفصلا في 2005 وقُدم طلب الطلاق في 2006. ثم في 2008 تقدم مايكل للزواج من جنيفر كاربنتر والتي تؤدي دور ديبرا مورغان أخت ديكستر بالتبني في المسلسل التلفزيوني؛ وانتظرا سنة أخرى حتى يتم الزواج. وفي ديسمبر 2010 أعلنا بأنهما تقدما لطلب الطلاق بعد أن انفصلا عن بعضهما لبعض الوقت ثم انتهت معاملة الطلاق بشكل كامل في ديسمبر 2011. وفي مايو 2012 اُعلن بأن مايكل على علاقة مع الروائية مورغان ماكغريغور.

### صراعه مع السرطان
في يناير 2010 أكد وكيل أعماله والمتحدث باسمه أن مايكل مصاب بنوع من السرطان في الغدد اللمفاوية، وفي مقابلة معه أعرب مايكل عن انزعاجه وخيبة أمله أنهم اكتشفوا السرطان في عمر الـ38 حيث أن والده توفي بالسرطان أيضاً في عمر الـ39، إلا أنه كان ممتناً جداً إذ إن الأطباء اكتشفوا ذلك في مراحل المرض الأولى مما يجعل هناك نسبة كبيرة من العلاج والشفاء.
وفي توزيع جوائز الغولدن غلوب في 2010 لوحظ بأن مايكل يرتدي قبعة حيث أن جميع شعره تساقط بسبب العلاج الكيميائي. وفي أبريل 2010 أعلنت زوجته بأنه قد شُفي تماماً  وبأنه سيعود لإكمال موسم آخر من ديكستر.

## أعماله
| سنة الإنتاج | اسم الفيلم           | ظهر بدور      | ملاحظات |
| ----------- | -------------------- | ------------- | ------- |
| 2003        | الراتب               | العميل كلين   |         |
| 2004        | حسرة                 | جوناثان       |         |
| 2009        | اللاعب               | كين كاستيل    |         |
| 2011        | عالم الزقزقة         | جاك ميروتز    |         |
| 2012        | مشاكلي مع بليس       | موريس بليس    |         |
| 2013        | اقتل الأشخاص الأعزاء | ديفيد كاميرير |         |
| 2018        | لعبة الليل           | البلغاري      |         |

| سنة الإنتاج | اسم المسلسل         | ظهر بدور      | ملاحظات |
| ----------- | ------------------- | ------------- | --- |
| 2001–2005   | ستة أقدام تحت الأرض | ديفيد فيشر    | 63 حلقة جائزة نقابة ممثلي الشاشة عن فئة الأداء المتميز لأفضل ممثل(2002-2003) ترشيح لجائزة معهد الفيلم الأمريكي عن فئة أفضل ممثل رجل (2001) ترشيح لجائزة الإيمي عن فئة أفضل ممثل رئيسي (2002) ترشيح لجائزة نقابة ممثلي الشاشة عن فئة الأداء المميز لأفضل ممثل (2001, 2004-2005) |
| 2006        | خفايا الماسونية     | الراوي        | وثائقي |
| 2006–2013   | ديكستر              | ديكستر مورغان | 90 حلقة جائزة الغولدن غلوب لأفضل ممثل درامي(2010) جائزة الحورية الذهبية لأفضل ممثل درامي(2010) جائزة ساتالايت عن فئة أفضل ممثل درامي(2008) جائزة ساتورن عن فئة أفضل ممثل تلفزيوني(2007) جائزة نقابة ممثلي الشاشة عن الأداء المميز لأفضل ممثل(2010) جائزة التي سي أي عن الإنجاز الفردي بالدراما(2007) ترشيح لجائزة أسترا عن أكثر شخصية تلفزيونية محبوبة (2008) ترشيح لجائزة الغولدن غلوب عن أفضل ممثل درامي (2007-2009, 2011) ترشيح لجائزة الحورية الذهبية عن أفضل ممثل درامي (2011) ترشيح لجائزة الإيمي عن أفضل ممثل رائد (2008-2012) ترشيح لجوائز ساتالايت عن أفضل ممثل (2007, 2009, 2011) ترشيح لجائزة ساتورن عن أفضل ممثل على التلفاز (2008-2013) ترشيح لجائزة السكريم عن أفضل ممثل رعب (2009-2011) ترشيح لجوائز نقابة ممثلي الشاشة عن أفضل ممثل رجل (2007-2009, 2011-2012) |
| 2011        | فيتنام HD           | الراوي        | وثائقي |

## روابط خارجية
- مايكل ك. هول على موقع IMDb (الإنجليزية)
- مايكل ك. هول على موقع روتن توميتوز (الإنجليزية)
- مايكل ك. هول على موقع ألو سيني (الفرنسية)
- مايكل ك. هول على موقع ميوزك برينز (الإنجليزية)
- مايكل ك. هول على موقع تيرنر كلاسيك موفيز (الإنجليزية)
- مايكل ك. هول على موقع أول موفي (الإنجليزية)
- مايكل ك. هول على موقع قاعدة بيانات برودواي على الإنترنت (الإنجليزية)
- مايكل ك. هول على موقع قاعدة بيانات برودواي على الإنترنت (الإنجليزية)
- مايكل ك. هول على موقع قاعدة بيانات الأفلام السويدية (السويدية)
- مايكل ك. هول على موقع إن إن دي بي (الإنجليزية)